# Mário Tavares da Cunha Melo
Mário Tavares da Cunha Melo (Joinville, 20 de janeiro de 1909 – 1996) foi um advogado e político brasileiro.

## Vida
Filho de Francisco Tavares da Cunha Melo Sobrinho e de Nelsina Barreto Tavares. Casou com Diva Sabino Tavares. Bacharelou-se em direito pela Faculdade de Direito de Santa Catarina, em 1955.

## Carreira
Foi deputado à Assembleia Legislativa de Santa Catarina na 4ª legislatura (1959 — 1963), como suplente convocado, e na 5ª legislatura (1963 — 1967). Foi 2º secretário da Assembléia Legislativa, em 1966, eleito pelo Partido Democrata Cristão (PDC).